# Tom Burke

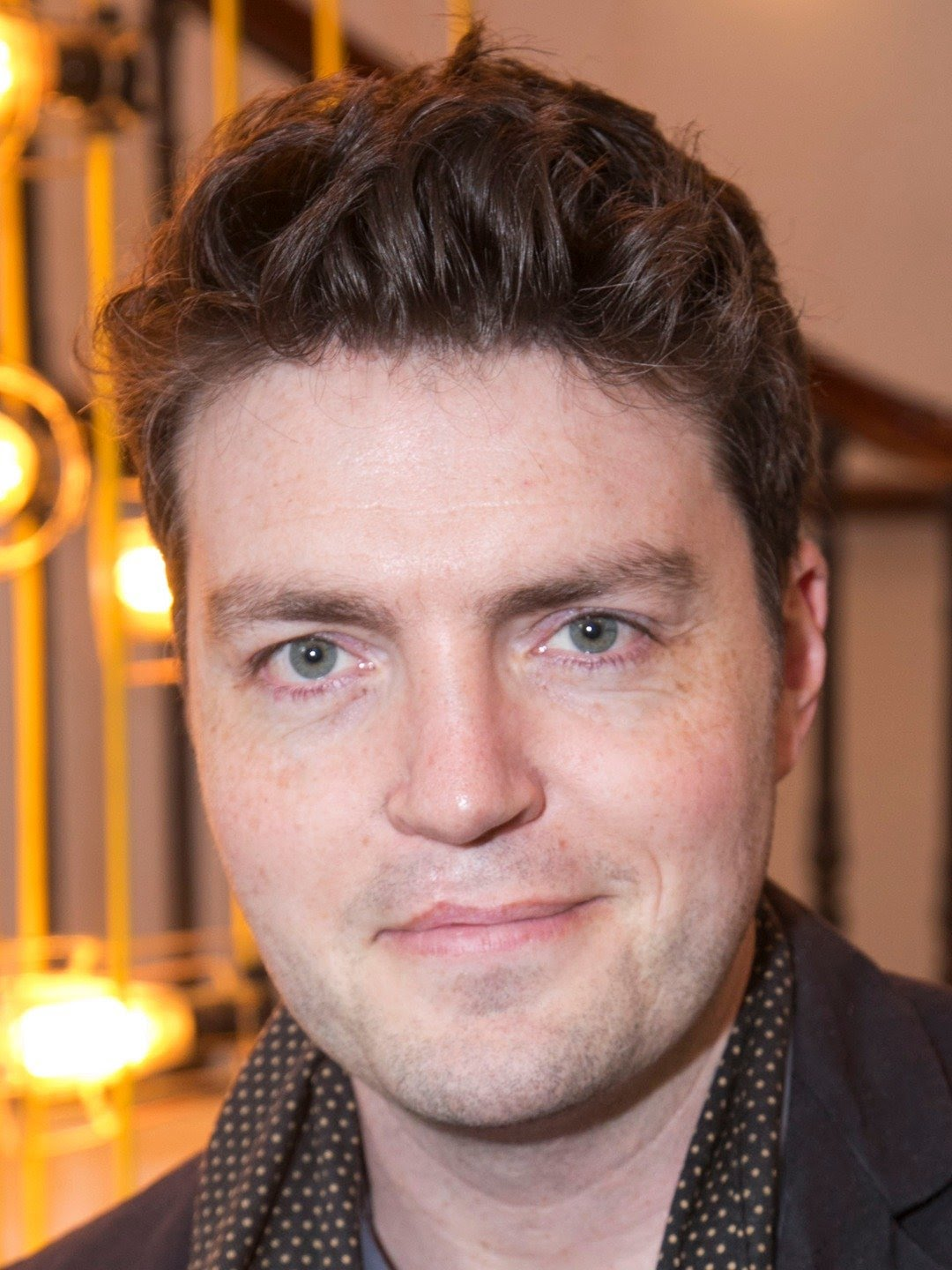
Tom Burke, 2019

Tom Liam Benedict Burke (* 30. Juni 1981 in Kent, England) ist ein britischer Schauspieler.

## Leben
Tom Burke ist der Sohn der Schauspieler David Burke und Anna Calder-Marshall. Der bekannte Schauspieler Alan Rickman war sein Taufpate.
Er trat bereits am Young Arden Theatre in Faversham auf, bevor er die Royal Academy of Dramatic Art in London besuchte.
Als Schauspieler hatte er zahlreiche Fernsehrollen und verkörperte unter anderem den Sohn von Giacomo Casanova in der gleichnamigen Miniserie von 2005. Er spielte noch in weiteren Produktionen der BBC, darunter die Rolle des Syd in der Krimiserie Mord auf Seite eins. Für seine Darbietungen in dem Bühnenstück Creditors, gewann er 2008 einen Ian Charleson Award. 2012 spielte er im Thriller Cleanskin – Bis zum Anschlag an der Seite von Sean Bean, Charlotte Rampling, James Fox und Michelle Ryan. Von 2014 bis 2016 war er als Athos in der BBC-Serie Die Musketiere zu sehen.

## Filmografie (Auswahl)
- 1999: Polizeiarzt Dangerfield (Dangerfield, Fernsehserie, eine Folge)
- 1999: All the King’s Men (Fernsehfilm)
- 2000: Dragonheart – Ein neuer Anfang (Dragonheart: A New Beginning)
- 2003: Mord auf Seite eins (State of Play, Fernsehserie, vier Folgen)
- 2003: The Burl
- 2003: P.O.W. (Fernsehserie, eine Folge)
- 2003: The Young Visitors
- 2004: Bella and the Boys
- 2004: Inspector Lynley (The Inspector Lynley Mysteries, Fernsehserie, eine Folge)
- 2004: Squaddie
- 2004: The Libertine
- 2005: Casanova (Miniserie, 1 Folge)
- 2005: All About George (Fernsehserie, fünf Folgen)
- 2006: The Enlightenment
- 2006: Number 13 (Fernsehfilm)
- 2006: Dracula (Fernsehfilm)
- 2007: The Trial of Tony Blair (Fernsehfilm)
- 2007: I Want Candy
- 2007: Supermarket Sam
- 2007: The Collectors
- 2007: Warriors – Die größten Krieger der Geschichte (Heroes and Villains, Fernsehserie, eine Folge)
- 2008: Donkey Punch – Blutige See (Donkey Punch)
- 2008: Telstar: The Joe Meek Story
- 2008: In Love with Barbara
- 2009: Chéri – Eine Komödie der Eitelkeiten (Chéri)
- 2009: Death in Charge
- 2009: Roar
- 2009: Auf doppelter Spur (The Clocks, Fernsehreihe Agatha Christie’s Poirot)
- 2010: The Kid
- 2010: Third Star
- 2010: Look, Stranger
- 2011: Great Expectations
- 2012: An Enemy To Die For (En fiende att dö för)
- 2012: The Hour (Fernsehserie, sechs Folgen)
- 2012: Cleanskin – Bis zum Anschlag
- 2013: Only God Forgives
- 2013: The Invisible Woman
- 2014–2016: Die Musketiere (The Musketeers, Fernsehserie, 30 Folgen)
- seit 2017: Strike (Fernsehserie)
- 2019: The Souvenir
- 2020: Mank
- 2020: The Crown (Fernsehserie, 1 Folge)
- 2021: Modern Love (Fernsehserie, 1 Folge)
- 2021: True Things
- 2022: Living – Einmal wirklich leben (Living)
- 2022: Das Wunder (The Wonder)
- 2022–2023: The Lazarus Project (Fernsehserie, 11 Folgen)
- 2024: Furiosa: A Mad Max Saga